# Nicola Cisternino
Nicola Cisternino (San Giovanni Rotondo, 2 febbraio 1957) è un compositore e artista italiano.

## Biografia
Diplomato presso il Conservatorio Arrigo Boito di Parma nel 1981, è stato allievo per la Composizione di Sylvano Bussotti presso la Scuola di Musica di Fiesole e Genazzano, tra il 1982 e 1985. Laureato presso il DAMS dell'Università di Bologna nel 1984, è autore di particolari scritture musicali, chiamate Graffiti Sonori.
Nel 1997 e 1998 è stato un compositore en résidence degli Ateliers UPIC (Unité Polyagogique Informatique du CEMAMu), lo studio elettroacustico creato da Iannis Xenakis a Parigi; nel luglio 2000 compositore ospite nell'ambito del Festival A TEMPO 2000 di Caracas (Venezuela) e nel 2004 e 2005 artista en résidence presso l'Abbaye Royale de Fontevraud (Patrimonio UNESCO), per conto del Ministero della Cultura francese.
Sue musiche sono interpretate da Enzo Porta, Annamaria Morini, Giancarlo Schiaffini, Roberto Fabbriciani, Dario Bisso, Alvise Vidolin, Nouvel Ensemble Contemporain, Nicolas Isherwood, Quartetto Paul Klee, Brake Drum Percussion, Maurizio Barbetti, Aldo Brizzi, Silvia Belfiore, David Nuñezañez, Michele Lomuto.
Ha curato, assieme al musicologo Pierre Albert Castanet, il volume Giacinto Scelsi. Viaggio al centro del suono (1993-2001).
Ha diretto il Brake Drum Percussion e l'Ensemble Siddharta. Ha ideato e diretto il festival Sonopolis percorsi della musica d'oggi a Venezia (1991-2000). Nel 2009 ha inaugurato, con una installazione e una composizione, l'esposizione dell'Uomo vitruviano di Leonardo da Vinci presso le Gallerie dell'Accademia di Venezia. Nel novembre 2014 ha realizzato l’Accordatura  del Terzo Paradiso di Michelangelo Pistoletto, presso l'Accademia di Belle Arti di Venezia.

## Opere principali
- Tre Ideoframmenti  piccolo carteggio per solo violoncello (1983)
- Mono/Plurimo quattro liriche in forma di graffito a uno o più archi (1985)
- To Rise for Piano azione a quattro mani su piano preparato (1986)
- Andros-Gynee insolito canto per solo e meccano (partitura graffito) per sistema computerizzato XML20 e percussioni (1986)
- Exotic Song per grande marimba (1987)
- Only per chitarra sola (1987)
- Gargan Suite L'isola sonante e il decreto delle fate (da Gargantua e Pantagruele di Francois Rabelais) per vocalist performer, flauti, cl. basso, pianoforte e live electronics (1990)
- Muni... o del Sacro Luogo per flauto basso (1991)
- Quaderno rituale per pianoforte (1992)
- Awithlaknannai...dal Gioco degli Dei,  per percussioni (1993).
- Ottosonante Ambiente 2 , per trombone, canti di uccelli e live electronics (1994)
- Aukele-nui-a-iku  da Le Ve dei Canti  (omaggio a Bruce Chatwin), per gocce d'acqua, membrane (due timpani, vocalizzi e 3 grancasse) e partitura graffito realizzata con sistema UPIC (1998)
- IIHAAH...De l'Infinito Universo Lamento ermetico per Giordano, azione sonora a più soggetti mobili per ensemble di percussioni, strumenti, oggetti sonori, voci e immagini (in occasione dei 400 anni dalla morte di Giordano Bruno)(2000)
- La Via delle Nuvole Bianche, Preghiera tibetana per quartetto d'archi 'preparato' e campanelli.  (2000)
- Pianopiano Omaggio a Joseph Beuys, azione rituale per pianoforte 'sottovoce' (2002)
- Preghiera per Baghdad a-naì-lí-su  (Lettera al proprio Dio), In-stall-Azione per pianoforte, sabbie (monitors), setaccio e campanelli in cinque quadri, con partiture di 'pietra' (2003)
- DO'TSOH (da La Via della Grandine), per 6 musici-percussionisti-sciamani (2003)
- ...Mai la mia cella si muti in prigione... (da Davide Maria Turoldo), Preghiera-Installazione per 11 archi ‘preparati’ e strumenti rituali (2005)
- Tempo Armonico per flauto iperbasso(flauti), tuba, trombone, suoni intrauterini, voci d'aria e d'acque e Live electronics (2009) (per l'Uomo Vitruviano di Leonardo)

### Pubblicazioni
- Giacinto Scelsi. Viaggio al centro del suono, Luna Editore, La Spezia (1ª ed. 1993 - 2ª ed. 2001) (a cura di P.A. Castanet e N. Cisternino)
- Graffiti Sonori, Luna Editore, La Spezia 1997
- Prieres de Fontevraud, Abbaye Royale de Fontevraud – Tours, 2005
- Caminantes Silenzi di un nuovo tempo, Venezia, 2006
- Homo- Tempo Armonico, Venezia 2009
- Leonardo L'Uomo Vitruviano fra arte e scienza (a cura di Annalisa Perissa Torrini), Marsilio Editori Venezia 2009
- Approfondimenti sull'Uomo Vitruviano di Leonardo da Vinci (a cura di Paola Salvi), CB Edizioni, Prato 2012
- Renzo Cresti, Musica Presente Tendenze e compositori di oggi, Ed. LIM (Libreria Musicale Italiana), Lucca 2019, p. 269-280
- Nicola Cisternino, Luigi Nono Caminantes Una vita per la musica Intrecci e testimonianze, Ed. Il Poligrafo, Padova 2021